# Киси ет Жени
Киси ет Жени (фр. Cuissy-et-Geny) насеље је и општина у североисточној Француској у региону Пикардија, у департману Ен (Пикардија) која припада префектури Лаон.
По подацима из 2011. године у општини је живело 65 становника, а густина насељености је износила 13,08 становника/km². Општина се простире на површини од 4,97 km². Налази се на средњој надморској висини од 115 метара (максималној 191 m, а минималној 45 m).

## Демографија
| 1962. | 1968. | 1975. | 1982. | 1990. | 1999. | 2011. |
| ----- | ----- | ----- | ----- | ----- | ----- | ----- |
| 57    | 70    | 77    | 61    | 72    | 59    | 65    |

График промене броја становника у току последњих година